# 潘金莲之前世今生
《潘金莲之前世今生》（英語：The Reincarnation of Golden Lotus），是1989年上映的一部香港剧情片，由罗卓瑶執導，王祖贤、曾志伟、林俊贤、单立文、谷峰主演。單立文憑本片入圍第9屆香港電影金像獎最有前途新人提名。

## 剧情
北宋，潘金莲被屠夫行刑砍头而死，她投胎转世，变成解放后上海市的一名女婴单玉莲。
单玉莲无父无母，毕业于上海艺术学校芭蕾舞舞蹈系。1966年，文化大革命爆发，单玉莲遭到政府批斗，又被舞蹈团团长强奸，最后上山下乡运动，落户惠州乡村，嫁给一名愚笨的村夫武大，武大有个堂弟武龙，相貌堂堂、英俊潇洒，令单玉莲爱慕不已，乡村一名花花公子西蒙也看中了单玉莲，开始追求她，单玉莲爱慕的是武龙，而自己被西蒙爱慕，同时自己是武大的妻子，从此陷入了三角恋和不伦恋。

## 演出
| 演员   | 角色               | 备注 |
| 王祖贤 | 单玉莲             | 潘金莲之轉世 |
| 曾志伟 | 武大               | 武大郎之轉世 |
| 林俊贤 | 武龙               | 武松之轉世 武大之弟 單玉蓮之二叔 武大服食西蒙之藥物後昏迷，誤以為單玉蓮與Simon謀害武大而找Simon算帳，在打鬥期間更把西蒙摔出屋外 |
| 单立文 | 西蒙               | 西門慶之轉世 武大之損友 武大服食西蒙之藥物後昏迷，武龍誤以為單玉蓮與他謀害武大而找他算帳，在打鬥期間更把他摔出屋外慘死          |
| 谷峰   | 上海芭蕾舞學校校長 | 張大戶之轉世 曾強姦單玉蓮 |
| 焦姣   |                    | 孟婆之轉世 黃大仙祠內的解籤師傅                                                                                                 |
| 陳立品 |                    | 武大之太婆 |
| 劉錫賢 |                    | 出席武大婚禮之兄弟 |

## 制作方
- 出品人：鄒定欧
- 制片经理：陈荣光
- 美术：陈耀荣、邓慧玲、袁澄洋、李景文
- 策划：方令正

## 奖项
| 年份   | 頒獎典禮            | 奖项         | 名字   | 結果 |
| ------ | ------------------- | ------------ | ------ | ---- |
| 1990年 | 第9屆香港電影金像獎 | 最有前途新人 | 單立文 | 提名 |